# 중설 원순 근고모음
중설 원순 근고모음(中舌 圓脣 近高母音) 또는 중설 원순 근폐모음(中舌 圓脣 近閉母音)은 홀소리의 하나이다. 국제 음성 기호로는 작은 대문자 말굽 모양 U에 움라우트를 붙인 글자를 쓴다.
- 이 모음은 혀의 위치를 전설모음일 때와 후설모음일 때의 중간 정도로 해서 발음하는 중설모음이다.
- 이 홀소리는 입술을 둥글게 하여 발음하는 원순모음이다.
- 이 홀소리는 혀의 위치를 고모음에 가깝게 해서 발음하는 근고모음이다.